# USS Scamp (1942)
De USS Scamp (SS-277) was een Gato-klasse onderzeeër van de United States Navy tijdens de Tweede Wereldoorlog. Het was de eerste boot van de US Navy die genoemd werd naar "Scamp" (deugniet, rakker), een aanhanger van de Serranidae-familie. De onderzeeboot was vooral actief in de Stille Oceaan (Pacific).

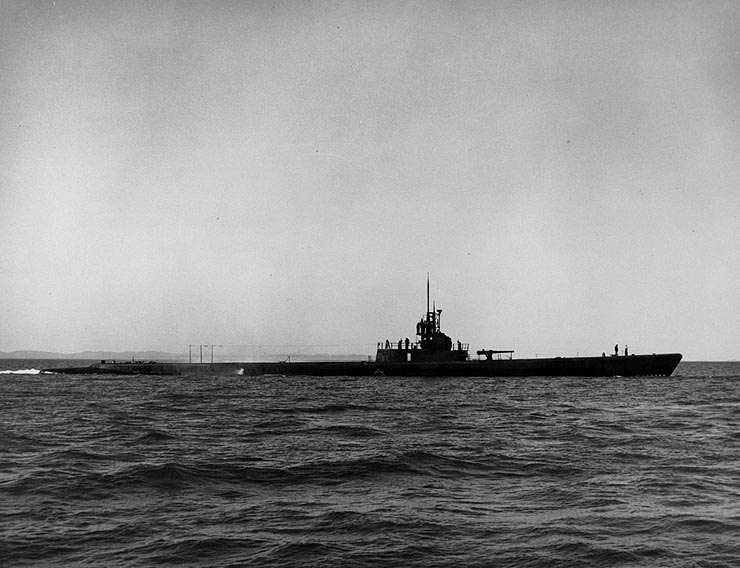
USS Scamp (SS-277)

## Geschiedenis
Zijn kiel werd gelegd op 6 maart 1942 op de Portsmouth Naval Shipyard in Kittery, Maine. De tewaterlating gebeurde op 20 juli 1942 en de scheepsdoop werd uitgevoerd door Miss Katherine Eugenia McKee, en hij ging in dienst op 18 september 1942 met kapitein-ter-zee Walter G. Ebert als eerste commandant. Op 3 maart 1944 kwam commandant John C. Hollingsworth als laatste bevelhebber aan boord.
Op 19 januari 1943, na oefeningen buiten New London, Connecticut, zette de USS Scamp koers naar Pearl Harbor, via het Panamakanaal. Hij kwam aan in Hawaï op 13 februari 1943 en begon aan zijn eindoefeningen in het lokale operatiegebied. Er werd uitvoerig getest, geoefend en proefgedoken, vooraleer hij daadwerkelijk op oorlogspatrouille vertrok op 1 maart 1943. Hij meerde aan in Midway op 5 maart en ontscheepte daar zijn eerste passagier, schout-bij-nacht Charles A. Lockwood Jr., Commander Submarine Force, Pacific Fleet. Daar bunkerde de USS Scamp bij en vertrok daarna naar Honshu in Japan.

### Eerste patrouille
Zijn eerste twee aanvallen op de vijand waren gedoemd tot mislukken door het falen van niet-werkende ontstekingsmechanisme op zijn torpedo's.
Na de inactieve magnetische kenmerken aan zijn gelanceerde torpedo's, scoorde de onderzeeër toch eindelijk twee treffers, een op een niet geïdentificeerd doel, in de nacht van 20 maart en een ander beschadigde de "Manju Maru" in de vroege morgen. De onderzeeboot keerde terug naar Midway op 26 maart en keerde daarna terug naar Pearl Harbor op 7 april.

### Tweede patrouille
De USS Scamp koos weer zee op 19 april, richting het zuidwesten van de Stille Oceaan. Hij nam brandstof in op het Johnstonatol en voer tussen de Marshalleilanden en de Gilberteilanden tot het verkennen van het Ocean Island en Nauru eiland. Deze missie volbracht hij volledig op 27 en 28 april zette ze koers naar de Bismarckarchipel. Hij kreeg daar contact met drie vijandelijke schepen, waarvan één een hospitaalschip bleek te zijn, en hield daarom nog voorlopig zijn torpedo's binnenboord.
Hoe dan ook, in de namiddag van 28 mei, boorde hij met succes drie torpedo's in het omgebouwde watervliegtuigvrachtschip "Kamikawa Maru".
De USS Scamp ontweek de Japanse escorteschepen en kwam tot periscoopdiepte om het resultaat te bekijken.
Het Japanse vrachtschip was weggezakt met haar achtersteven en de bemanning stapte in de sloepen. Even na middernacht beëindigde de USS Scamp, de bedroevende strijd van de vijandelijke tegenstander met twee, nu wel goed doelgerichte torpedo's. De "Kamikawa Maru" ontplofte door de inslagen en zonk nu sneller weg naar de zeediepte. De Amerikaanse onderzeeboot beëindigde tevens zijn tweede oorlogspatrouille en stevende naar Brisbane, Australië, op 4 juni 1943.

### Derde patrouille
Vanaf Brisbane, bereidde hij zich voor, voor zijn derde oorlogspatrouille op 22 juni. Hij patrouilleerde op zijn verkenningslijn nabij de Salomonseilanden en het noorden van de Bismarckarchipel. De Navy onderzeeër passeerde het Shortland eiland op 14 juli en, op 27 juli, ontmoette hij een vijandelijk konvooi.
Gedurende zijn nadering, stormde een torpedobootjager over hem heen en dropte twee dieptebommen op verscheidene afstanden van hem maar die brachten geen noemenswaardige hinder op.
De USS Scamp bleef het konvooi benaderen en lanceerde een verspreidde torpedoaanval van zes torpedo's op een Japanse olietanker.
Ze troffen doel, maar de Amerikanen moesten meteen dieper wegduiken om de snel naderende escorteschepen te ontlopen. Met jankende alarmsirenes stormden de Japanse torpedoboten naar de richting vanwaar de torpedo's kwamen.
Wanneer hij opdook, iets meer dan een uur later, waren alle vijandelijke schepen uit het zicht verdwenen. De getroffen tanker zou blijkbaar gezonken zijn, want met nog ietwat drijvend vermogen, kon hij het konvooi toch niet bijhouden en zou ze achter blijven hinken. Maar er was geen rook of vuur te bekennen in de gehele wijde omtrek van de zee.
De USS Scamp patrouilleerde verder binnen de Bismarckarchipel.
Hij patrouilleerde naar het zuidoosten van Straat Steffen, tussen Nieuw-Ierland en New Hanover (nu Lavongai).

## DeI-168
Om 17:54 nog op 27 juli, zag de USS Scamp een onderzeeër, die zijn torpedo's lanceerde naar de Amerikaanse onderzeeboot. Commandant Walter G. Ebert liet de SS-277 snel wegduiken naar een diepte van 220 voet, zo'n 67 meter, en liet de Japanse torpedo's boven hem voorbij razen. De schroeven van de torpedo's passeerden boven de USS Scamp, waarin de bemanning met volle spanning het gebeuren volgde.
In minder dan 10 minuten keerde de Navy-onderzeeër terug naar periscoopdiepte voor het observeren van zijn tegenstander.
Om 18:12 lanceerde de Amerikaan vier torpedo's. De Japanse onderzeeboot kreeg de torpedo's in zijn flank en ontplofte in een enorme explosie door de treffers. Op dat ogenblik dacht men dat de verliezer van dit zeeduel, de Japanse onderzeeër I-24 was. Later na onderzoek in Japanse archieven bleek, dat het niet de I-24 was, maar de I-168, die iets meer dan een jaar daarvoor, het Amerikaanse vliegdekschip USS Yorktown (CV-5) en de torpedojager USS Hammann (DD-412), tegelijkertijd had getroffen en tot zinken had gebracht, tijdens de Slag bij Midway. Op 8 augustus keerde de USS Scamp terug naar Brisbane.

### Vierde patrouille
Na bijna een maand in de haven van Brisbane gelegen te hebben, vertrok de vlootonderzeeboot voor zijn vierde oorlogsmissie. Hij kruiste weer nabij de Salomonseilanden en in de Bismarckzee.
Op 18 september viel hij drie konvooischepen aan en vernietigde een van hen. De andere veranderden meteen hun koers en ontweken zodoende de torpedo's.
De USS Scamp naderde dichter onder de getroffen vijand, en trachtte de escortejagers te ontwijken, maar hij kwam onder machinegeweervuur van het slachtoffer terecht. Hij ontsnapte aan de achtervolging van de Japanse torpedojagers, maar verloor daarna de onbeschadigde prooien, in een hevige tropische regenbui, uit het oog. De Amerikaanse onderzeeër keerde terug om het 8.614 ton metende passagiersvrachtschip "Kansai Maru" de genadeslag te geven, wat hij succesvol deed in de late nacht.
Op de morgen van 21 september naderde de USS Scamp een zwaar bewaakt konvooi en begon het op een afstand te volgen. Na donker, benaderde hij het konvooi voor zijn dodelijke aanval en lanceerde drie torpedo's, waarbij hij daarna twee dubbele explosies hoorden. Zijn snelle aanval werd gevolgd door een zware regenbui. Hoe dan ook, de USS Scamp besloop het konvooi als een jachthond, de hele dag van 22 september. Rond 3.00 van 23 september lanceerde hij vier torpedo's naar het konvooi.
Terwijl hij nog manoeuvreerde voor de konvooiaanval, voer hij langs het wrak van de "Kansai Maru" en kwam hij langs lege reddingsboten van het zinkende schip, wrakhout en ronddrijvende documenten.
Die documenten werden aan boord genomen en later werden ze aan de inlichtingsdienst van de Navy doorgespeeld. De USS Scamp maakte nog een keer aanstalten het konvooi aan te vallen, maar overvliegende Japanse vliegtuigen doken neer om hem te bombarderen en dwongen hem diep weg te duiken. Op 24 september kreeg hij bevel zijn patrouille af te sluiten en keerde hij terug naar de haven van Brisbane op 1 oktober.

### Vijfde patrouille
De USS Scamp verliet weer de haven van Brisbane op 22 oktober en begon aan zijnvijfde oorlogspatrouille met de missie, ter ondersteuning van de Treasury Island Invasion van 28 tot 30 oktober. Vandaar vertrok hij voor zijn patrouillevaart tussen Kavieng en Truk.
op 4 november lanceerde hij drie torpedo's op een passagiersvrachtschip.
Eén ontplofte voortijdig, maar de andere bereikten hun doel.
Vanaf de tijdspanne van de explosie, was het duidelijk een succes geweest, want de USS Scamp was alvast aan een snelduik en een ontwijkmanoeuver begonnen, voor het ontwijken van vijandelijke dieptebommen.
Zes dagen later, bracht hij de 6.481 ton metende "Tokyo Maru" buiten strijd, nadat hij de escorteschepen had ontweken, lanceerde hij nog drie torpedo's op de Japanner. Ongeveer rond 21:00 werd vastgesteld dat de vermeende verminkte en zieltogende vijand, vervolgens ervandoor gegaan was. Later werd bekend dat de "Tokyo Maru" toch nog gezonken was, voordat de dag aanbrak.
Op 12 november beschadigde hij de lichte kruiser "Agano" zo erg, dat het vijandelijk oorlogsschip moest terugkeren voor reparaties naar Truk. Daar was ze toen het Amerikaanse offensief begon van 16 en 17 februari 1944. Op 18 november liep de USS Scamp lichte averij op door een onbetekenende bomscherf van twee Japanse Aichi E13A watervliegtuig-bommenwerpers.
Acht dagen nadien hij ze de haven van Brisbane terug binnen.

### Zesde patrouille
Op 16 december 1943 verliet de onderzeeër Brisbane en kwam terug naar de Bismarckarchipel voor zijn zesde oorlogspatrouille.
In de nacht van 5 januari 1944, miste hij een kleine olietanker en werd door het geluid van de vijandelijke sonars van twee Japanse torpedojagers gedwongen een verdere aanvalspoging af te breken.
Om 23:23 was hij klaar om naar de oppervlakte te begeven, terwijl de konvooiescorteschepen op hen op zoek waren, op ongeveer 8.000 yards (7.300 m) achterwaarts van hen.
Op 14 januari glipte hij door twee torpedojagersversperringen en lanceerde zes torpedo's op de "Nippon Maru". De 9.975 ton zware olietanker zonk brandend naar de diepte, terwijl de USS Scamp weer ontsnapte aan zijn belagers. Vervolgens deed hij een poging om terug te keren naar zijn zuidelijke patrouillegebied en lette daarbij op voor de B-24 Liberator- vliegtuigen, die het noorden van Lyra Reef bewaakten.
Op 8 februari voer hij naar Milne Bay, Nieuw-Guinea voor herstellingen.

### Zevende patrouille
De USS Scamp begon zijn zevende oorlogspatrouille, op zoek naar de scheepslijnen tussen Nieuw-Guinea, Palau en Mindanao in de Filipijnen. Hij verliet Milne Bay op 3 maart 1944, met aan boord commandant J. C. Hollingsworth. Na onregelmatige patrouillering legde hij aan in Langemak Bay, van 29 tot 31 maart, voor herstellingen aan zijn TDC (torpedo-data-computer). Ingevolge zijn vastberadenheid in zijn missiepatrouille, vocht hij aan de oppervlakte, op 4 april, toen hij een Japanse trawler van 200 ton onder vuur nam, maar brak vroegtijdig zijn actie af door het falen van zijn dekkanon.
Drie dagen later, ten zuiden van de Davao Golf, ontmoette de onderzeeboot zes Japanse kruisers, geëscorteerd door torpedobootjagers en vliegtuigen. Hij dook onder en de torpedojagers passeerden boven hem, zonder dat ze notie hadden van zijn aanwezigheid onder hun, ondanks dat hij 'maar' 30 meter dieper onder het zeeoppervlak lag. Daarna keerde hij, na hun doorvoer, terug naar de oppervlakte op periscoopdiepte, om 14:05, maar hij werd gedwongen weer onder te duiken voor vijandelijke vliegtuigen. Iets later trachtte hij weer naar de oppervlakte te komen, maar hij werd aangevallen door duikbommenwerpers. Vermoedelijk hadden luchtbellen door het trimblazen, zijn positie verraden en kon men, nog vlak onder water, door het heldere zeewater, zijn bootsvorm opmerken. In ieder geval moest hij een crashduik doen om te proberen te ontsnappen aan de aanvallende vliegtuigen.
Van een van hen kwam een dieptebom, zeer dicht nabij de drukhuid van de onderzeeër, tot ontploffing. Alle hens werd bijna onderuit geslagen door de hevige explosie, waardoor alle energie uitviel. De onderzeeboot zakte dieper weg. De USS Scamp begon in allerijl een wederopstarting van de elektromotoren. Op een diepte van 300 voet (91 meter), begonnen ze verwoed hun machines op te starten. De duikofficier meldde dat de hydrauliek-controle uitgevallen was en tijdens de aanval op "off" stond, en dat de hydraulica weer zo snel mogelijk aan de praat moest gebracht worden. Alle hoofdventielen werden dichtgedraaid en compartimenten werden gesloten, toen er vuur uitbrak, overeenstemmend door de manoeuvres, die de achtertorpedokamers met een dikke giftige rook vulde.
Gelukkig klom de USS Scamp terug naar 52 voet (16 m), met de beslissing, dat ze naar de oppervlakte moest om de onderzeeër te luchten van de giftige damp. Hij steeg naar 15 meter tot onder het zeeoppervlak. Met een slakkengang kwam hij niet hoger dan het dekkanon iets boven water, alsof hij niet kon worden gehouden onder de 50 voet (15 m). De USS Scamp probeerde nog altijd de motoren te starten. Maar na de derde maal het geprobeerd te hebben, sloegen ze uiteindelijk toch aan en kwam de energie terug. Weldra maakte de onderzeeër 2/3 snelheid op beide schroeven en bleef hij daarna gelijkmatig doorvaren tot op een diepte van 46 meter. De achterste torpedokamers werden zorgvuldig gelucht van de giftige dampen. Niet alleen dat, maar ook verloor hij stookolie en liet hij een luchtbellenspoor na door het gevolg van de hevige snelle duik en tegelijkertijd, de enorme mokerdrukslag van de exploderende dieptebom. Een olietank was beschadigd, eveneens als de luchttrimtanks.
De USS Scamp stevende naar de Admiraliteitseilanden.
Om 21:03 kwam hij boven water, met een 17° rolslagzij, maakte hij zich klaar voor Seeadler Harbor, Manus, waar ze aankwamen op 16 april 1944 voor zeer dringende herstellingen.

### Achtste patrouille
Op Manus onderging de USS Scamp dringende herstellingen en verplaatste zich daarna naar Milne Bay op 22 april. Daarna vertrok hij naar Pearl Harbor voor een algemene onderhouds- en herstellingsbeurt op de scheepswerf.
Na de grote reparaties en aanpassingen aan de onderzeeër, vertrok de USS Scamp, terug geheel hersteld, op zijn achtste patrouille op 16 oktober.
Hij sloeg stookolie in te Midway op 20 oktober.
Daarna zette hij koers naar de Bonin-eilanden.

### Laatste patrouille
Op 9 november kwam een bevestigend bericht binnen met orders, voor het veranderen van zijn patrouillegebied. Hij rapporteerde zijn positie door tot ong. 150 mijl (280 km), ten noorden van de Bonin-eilanden, met alle 24 torpedo's nog aan boord en 77.000 gallons (290.000 liter) stookolie voorradig. Op 14 november kreeg hij orders tot het bewaken en verkennen van een vooruitgeschoven post bij de Baai van Tokio, ter ondersteuning van een B-29 Superfortress-bommenwerpersaanval.
Maar daar faalde hij blijkbaar in zijn bevestigde berichtorde. Wat er nadien is gebeurd, wist toen niemand. De USS Scamp (SS-277) kwam niet van zijn missie terug...

## Tot slot
De USS Scamp (SS-277) werd nooit meer teruggezien. Volgens beschikbare archieven na de oorlog, bleek dat de USS Scamp werd gesignaleerd door Japanse vliegtuigen en maakten ze melding van dieptebommen, door een kustverdedigend oorlogsschip, ten zuiden van de Baai van Tokio op 11 november 1944. Alle 83 bemanningsleden kwamen hierbij om.
Later kwam er een melding dat de USS Scamp vermoedelijk tot zinken is gebracht door dieptebommen van het Japanse korvet "Kaibokan CD-4" en carrier-vliegtuigen, op 125 zeemijl ten Z.Z.O. van Yokohama, Honshu, Japan op positie 33° 38′ 0″ NB, 141° 0′ 0″ OL.
De USS Scamp (SS-277) werd geschrapt van het Naval Vessel Register op 28 april 1945.
De USS Scamp (SS-277) kreeg postuum 7 Battle Stars voor zijn inzet in de Tweede Wereldoorlog.

## Zie alsook
- Zie USS Scamp voor Marineandere schepen met dezelfde naam.
- Lijst van schepen van de United States Navy (S)

## USS Scamp (SS-277)
- Klasse: Gato-klasse
- Type: Onderzeeër US Navy
- Bouwwerf: Portsmouth Naval Shipyard, Kittery, Maine.
- Gebouwd: 6 maart 1942
- Tewaterlating: 20 juli 1942
- In dienst gesteld: 18 september 1942
- Verloren: Vermoedelijk tot zinken gebracht door Japanse oorlogsschepen en vliegtuigen, ten zuiden van de Baai van Tokio, op 11 november 1944

### Technische gegevens
- Gato-klasse -onderzeeër met dieselelektrische aandrijving
- Lengte: 95 m
- Breedte: 8,30 m
- Diepgang: 5,20 m
- Waterverplaatsing: 1.525 ton (1.549 ton geladen) oppervlakte
- Waterverplaatsing: 2.424 ton (2.460 ton geladen) onder water
- Machines dieselmotoren: 4 × negencilinder-boxer-dieselmotoren: Fairbanks-Morse Model 38D8-1/8 voor aandrijving van de elektrische generatoren.
- Machines elektrisch: 2 × 126 cellen Sargo-batterijen - 4 × hogesnelheids-elektromotoren van General Electric met reductiekoppelingen - twee schroeven - één verticaal roer - vier horizontale duikroeren (2 voor- en 2 achteraan/bakboord en stuurboord
- Snelheid boven water: 20,25 knopen (37 km/h)
- Snelheid onder water: 8,75 knopen (16 km/h)
- Vermogen boven water: 5.400 pk (4,0 MW)
- Vermogen onder water: 2.740 pk (2,0 MW)
- Olietanks: 77.000 gallons (290.000 liter)
- Reikwijdte: 11.000 zeemijl (20.000 km) boven water aan 10 knopen (19 km/h)
- Uithoudingsvermogen: 48 uren aan 2 knopen (4 km/h) boven water - 75 dagen op patrouille
- Testdiepte: 300 voet (90 meter) veiligheidsmarge
- Bemanning: 80 tot 81 manschappen - 10 officieren en 70 tot 71 matrozen

### Bewapening
- 10 × torpedobuizen van 21 inch (533 mm) (6 voor- en 4 achteraan)
- 24 × torpedo's
- 1 × dekkanon van 5 inch (127 mm)/25 kaliber
- 4 × machinegeweren